# Denis Parsons Burkitt
Denis Parsons Burkitt (Enniskillen, Condado de Fermanagh, Irlanda do Norte, 28 de fevereiro de 1911 – Gloucester, Inglaterra, 23 de março de 1993) foi um cirurgião e médico tropical britânico-norte-irlandês. Conhecido principalmente pela primeira descrição do linfoma que leva seu nome, linfoma de Burkitt, e seus pontos de vista (controversos) sobre fibras na dieta.

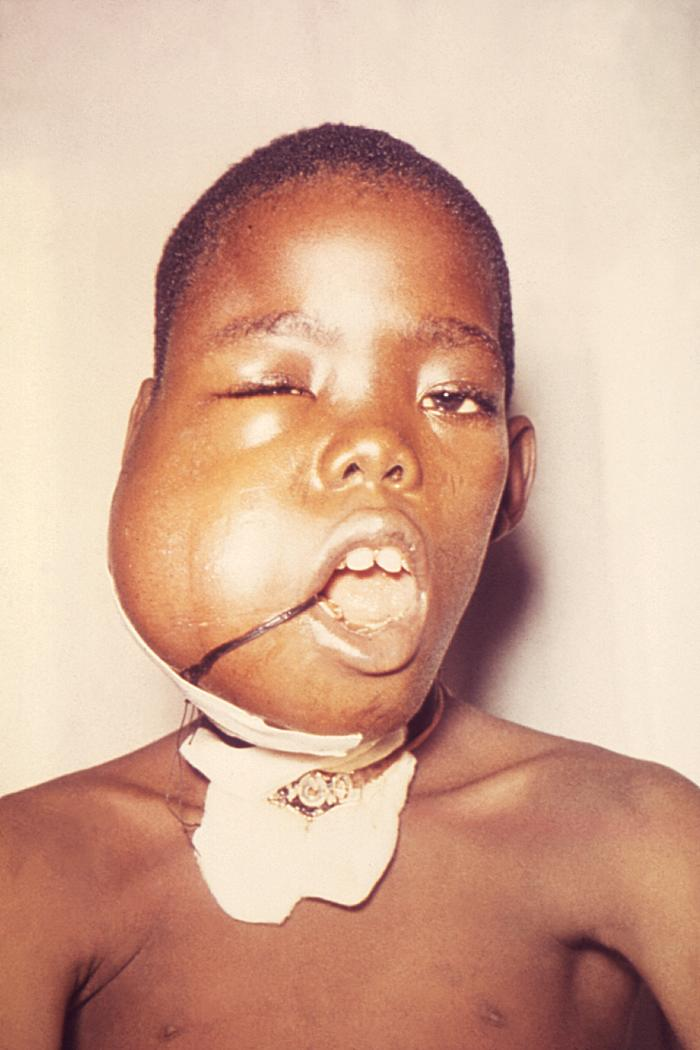
Jovem africano com linfoma de Burkitt (não tratado) na região da mandíbula

Recebeu o Prêmio Lasker-DeBakey de Pesquisa Médico-Clínica e o Prêmio Paul Ehrlich e Ludwig Darmstaedter de 1972, o Prêmio Internacional da Fundação Gairdner de 1973, o Prêmio Charles S. Mott de 1982, a Medalha Buchanan de 1992 e o Prêmio Bower de Realização em Ciência de 1992.